# Váimotjåkka
De Váimotjåkka (Zweeds: Váimojohka) is een beek, die stroomt in de Zweedse  gemeente Kiruna. Ze ontstaat als een aantal bergbeken samenvloeit. De beek stroomt vervolgens naar het noordwesten, krijgt nog water toegespeeld door andere beken en stroomt uiteindelijk de Mielletjåkka in. De beek is ongeveer 8 kilometer lang.